# هارلان هوبارت العرسان
هارلان هوبارت العرسان (بالإنجليزية: Harlan Hobart Grooms)‏ (و. 1900 – 1991 م) هو محام، وقاض من الولايات المتحدة الأمريكية ولد في مقاطعة مونتغومري (كنتاكي).
وهو عضو في الحزب الجمهوري .